# Leonor Fernández de Córdoba y Milán de Aragón
Leonor Fernández de Córdoba y Milán de Aragón, también conocida como Leonor de Milán, nacida probablemente en Madrid entre 1534 y 1537, fue hija de Álvaro de Córdoba, señor de Valenzuela, y de María de Aragón, dama de la emperatriz Isabel de Portugal. Leonor fue, como su madre, dama de palacio.
Casada en 1555 con Álvaro de Portugal, conde de Gelves y bisnieto de Cristóbal Colón, Fernández de Córdoba se convirtió en musa poética del autor renacentista sevillano Fernando de Herrera.
Los condes fijaron su residencia en Sevilla en 1559, donde ejercieron de protectores de intelectuales y artistas del Siglo de Oro español.
Leonor de Milán falleció en Sevilla en 1597.

## Relación entre Leonor y Fernando de Herrera
Ambos se conocieron cuando el conde reunió, en una tertulia literaria, a Juan de Mal Lara, Francisco Pacheco, Baltasar del Alcázar, Juan de la Cueva, Mosquera de Figueroa, y el propio Herrera. Fue este último quien pronto convirtió a la condesa en protagonista de su poesía amatoria.
Ante la inexistencia de datos que corroboren una auténtica relación amorosa entre los dos, más allá del ideal poético neoplatónico imperante en la época, es evidente que entre el escritor y la noble existió una gran confianza, ya que Leonor lo hizo depositario de su testamento.

## Musa literaria
Herrera se refirió siempre a su musa empleando términos del campo semántico de la luminosidad tales como Luz, Lumbre, Estrella, Eliodora, Sirena y Aglaya.
El poemario Algunas obras, publicado en 1582 en Sevilla, está considerado el mejor exponente de Herrera en cuanto a asimilación del significado del Canzoniere como historia amorosa; tanto es así que Gallego Morell lo considera como el «Cancionero en honor de Madonna Leonor».